# Ádám Steinmetz
Ádám Steinmetz (Budimpešta, 11. kolovoza 1980.), mađarski vaterpolist, igrač Vasasa. Visok je 197 cm i mase je 95 kg. Poznat je po pobjedonosnom pogotku za naslov prvaka Europe s kotorskim Primorcem protiv Pro Recca. Ádámov brat Barnabás također je vaterpolist i dvostruki olimpijski pobjednik.